# Droit nord-coréen
Le droit nord-coréen est le droit de type communiste appliqué en Corée du Nord. Il est basé sur le culte de la personnalité de la famille Kim, en particulier celui de Kim Il-sung.

## Histoire
Après l’indépendance et la partition, la Corée du Nord choisit de se débarasser autant que possible de l’héritage du droit colonial japonais.
Après les années 90, la Corée du Nord crée successivement plusieurs enclaves où elle permet des exceptions à ses lois habituelles, par exemple afin d’implanter une station de ski opérée par une entreprise sud-coréenne à destination de touristes étrangers.

## Sources du droit

### Constitution
La Constitution est la norme suprême de Corée du Nord et toutes les dispositions contraires doivent être annulées par le Présidium de l'Assemblée populaire suprême.

### Droit international
Les traités sont ratifiés par le Président du Comité de la défense nationale ou par le Présidium de l'Assemblée populaire suprême, qui peuvent aussi les annuler,.

### Législation
Le pouvoir législatif est exercé par l'Assemblée populaire suprême

### Règlements
Le Présidium de l'Assemblée populaire suprême peut adopter des décrets, décisions et directives

## Sources

## Compléments